# Daniel prend le train
Pour plus de détails, voir Fiche technique et Distribution.
Daniel prend le train (Szerencsés Dániel) est un film hongrois de Pál Sándor sorti en 1983.

## Fiche technique
- Réalisation : Pál Sándor
- Scénario : Zsuzsa Tóth d'après la nouvelle d'András Mezei
- Photographie : Elemér Ragályi
- Montage : Éva Kármentõ
- Musique : György Selmeczi
- Production : Hunnia Filmstúdió
- Format : Couleur - 1.37 : 1 - 35 mm
- Durée : 87 minutes
- Dates de sortie :

## Distribution
- Péter Rudolf : Dániel Szerencsés
- Sándor Zsótér : Gyuri Angeli
- Katalin Szerb : Mariann (comme Kati Szerb)
- Mari Töröcsik : la mère de Mariann
- Dezső Garas : le père de Mariann
- András Kern : Kapás
- Ági Margitai : la mère de Dani
- Tamás Major : le grand-père de Dani
- Gyula Bodrogi : le père de Gyuri
- Katalin Takács : la femme enceinte
- István Fazekas : le mari de la femme enceinte
- Ildikó Kishonti : la chanteuse à l'hôtel

## Récompenses
- Prix FIPRESCI du Festival de Cannes 1983
- Semaine du film hongrois 1983 : Grand Prix